# August Julius Streichenberg
August Julius Streichenberg, né le 5 février 1814 à Angermünde et mort le 10 janvier 1878 à Berlin, est un sculpteur allemand.

## Biographie
Streichenberg est élève du sculpteur parisien David d'Angers. Il est actif ensuite à Saint-Pétersbourg, à Rome, et voyage en Grèce. Il retourne à Berlin, où il assiste Christian Daniel Rauch. il est nommé ensuite professeur à l'académie prussienne des arts. Il a notamment pour élève Albert Manthe.
Il est enterré au cimetière Saint-Matthieu de Berlin-Schöneberg.

## Quelques œuvres

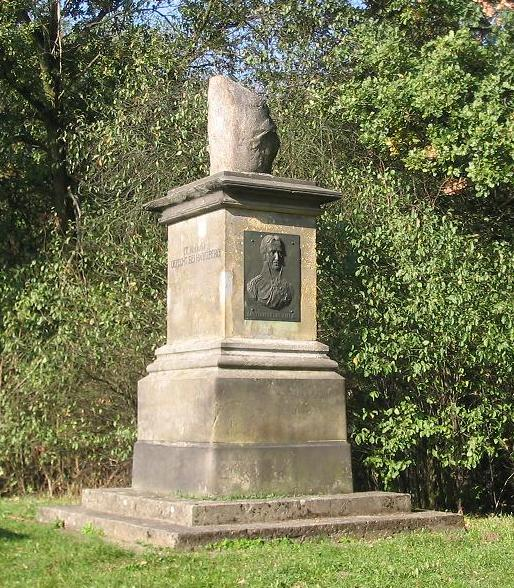
Monument de la bataille de Hagelberg (1813)

- 1842, statue de sa fille Olga en marbre de Carrare
- 1848-1849, Borussia, monument de la bataille du 27 août 1813, à Hagelberg, près de Belzig (primé par une grande médaille d'or)
- 1852, Antinoüs du Neues Palais de Potsdam
- 1858, sépulture de Ferdinand Streichenberg-Scharmer (1838-1856), au cimetière ancien de Saint-Matthieu à Berlin-Schöneberg
- 1860, Hagar et Ismaël, acheté par Frédéric-Guillaume IV de Prusse pour le château de Lindstedt à Potsdam